# Koło (koszykówka)
Ten artykuł opisuje zagadnienie koszykarskie zgodne z normami FIBA.
Zasady w ligach NBA, NCAA lub innych mogą różnić się od tutaj przedstawionych.
Koło – w koszykówce element występujący na parkiecie boiska. Obecnie (od 1 października 2010 r.) na boisku znajduje się tylko jedno koło (koło środkowe) i jest wykorzystywane wyłącznie do rzutu sędziowskiego. Znaczenie kół było większe przed rokiem 2004, a więc przed wprowadzeniem zasady naprzemiennego posiadania piłki, która zastępuje rzut sędziowski w sytuacjach rzutu sędziowskiego wprowadzeniem piłki z autu. Wcześniej w tych sytuacjach wykonywany był rzut sędziowski w jednym z trzech kół. Wybierano najbliższe koło. Jeśli nie było wiadomo, które koło jest bliższe, na miejsce wykonania rzutu sędziowskiego wybierano koło środkowe. Oprócz koła środkowego do 2010 roku istniało jeszcze po jednym kole na każdej połowie boiska, tworzone przez półkole rzutów wolnych i przerywaną linię po drugiej stronie linii rzutów wolnych, tworząc razem koło.